# Schiffsunglück im Mittelmeer am 19. April 2015
Koordinaten: 36° 11′ 0″ N, 12° 5′ 1″ O
Beim Schiffsunglück im Mittelmeer am 19. April 2015 kenterte in der Nacht vom 18. auf den 19. April 2015 ein überladenes Flüchtlingsboot auf dem Weg von Libyen nach Italien. Ein Überlebender berichtete, es seien 950 Personen an Bord gewesen. Zunächst war verbreitet worden, dass bis zu 800 Menschen ertrunken wären, nur 28 Menschen konnten gerettet werden (darunter der Kapitän und der Steuermann), womit dies die größte Flüchtlingskatastrophe im Mittelmeer wäre. Im Juni 2016 wurde das Wrack gehoben und die Zahl der Opfer von der italienischen Marine auf etwa 500 korrigiert.
Laut UNHCR waren in der vorangehenden Woche mehr als 1000 Menschen im Mittelmeer ertrunken.

## Hintergrund
Flüchtlinge bzw. potentielle Migranten haben meist keine Chance ein Visum zu erhalten und regulär in die EU einzureisen. Eine große Zahl nutzt stattdessen Angebote von Schleusern bzw. Menschenschmugglern. In den EU-Staaten stehen schutzberechtigte Flüchtlinge unter dem Schutz der Genfer Flüchtlingskonvention (siehe: Asyl und subsidiärer Schutz), wobei ein Asylantrag an einen EU-Staat nur im jeweiligen Staat bzw. bei der Einreise gestellt werden kann.
Der Weg per Flüchtlingsboot über das Mittelmeer gilt dabei als „die tödlichste Route“ in die EU.
Die allein von Italien getragene Seenotrettungsoperation Mare Nostrum war im Oktober 2014 ausgelaufen und wurde von der Operation Triton unter Führung der EU-Grenzagentur Frontex ersetzt. Triton war aber finanziell deutlich geringer ausgestattet als Mare Nostrum, und ihre Schiffe waren zunächst nicht befugt, sich mehr als 30 Seemeilen von der italienischen Küste zu entfernen. NGOs, Reederverbände und die internationale Seefahrergewerkschaft warnten deshalb vor einem damit drohenden Anstieg der Todesfälle von Flüchtlingen im Mittelmeer und warfen der Europäischen Union Untätigkeit vor. In der Unglückswoche im April 2015 kamen insgesamt bei mehreren Unglücken 1.200 Menschen ums Leben.

## Unglück und Rettungsaktion
Das unbekannte Schiff, vermutlich ein Fischkutter, kenterte vor der libyschen Küste, rund 200 Kilometer entfernt von der italienischen Insel Lampedusa. Um etwa 23:30 Uhr ging ein Notruf bei der italienischen Küstenwache ein, die daraufhin den Frachter King Jacob der Reederei König & Cie. zu der Unglücksstelle dirigierte. Die italienische Küstenwache teilte mit, auf dem Schiff hätten sich 500 bis 700 Migranten befunden.
Nach gegenwärtigen Rekonstruktionen des Hergangs durch die italienische Staatsanwaltschaft und das UN-Flüchtlingswerk hat das Flüchtlingsboot den Frachter gerammt. Es wird angenommen, dass der Kapitän sich verstecken wollte und unvorsichtig manövrierte. In der Panik nach dem Zusammenstoß neigte sich das überladene Schiff immer weiter zur Seite, bis es kenterte.
Mehrere Schiffe waren an der Rettungsaktion beteiligt. Als Unglücksstelle wurde eine Position rund 130 km vor der libyschen Küste, südlich der Küste Lampedusas ausgemacht. Italiens Küstenwache und Marine, die maltesische Marine und Handelsschiffe suchten mit Booten und drei Hubschraubern am Unglücksort nach Überlebenden. Unter den Ersthelfern befanden sich auch sieben italienische Fischerboote. 28 Menschen konnten gerettet werden. Die Überlebenden stammen aus Mali, Gambia, Senegal, Somalia, Eritrea und Bangladesch.
Bis zum 20. April 2015 konnten von den Rettungskräften 27 Tote geborgen werden.

## Bergung des Wracks
Anfang Mai 2015 entdeckte die italienische Marine das wahrscheinliche Wrack des Flüchtlingsschiffs etwa 150 Kilometer nordöstlich der libyschen Küste in etwa 375 Metern Tiefe. Matteo Renzi kündigte an, das Schiff heben lassen zu wollen. Die Staatsanwaltschaft in Italien teilte hingegen mit, es sei nicht notwendig, dass die Leichen aus dem Wrack geborgen werden.
Das Schiff wurde am 27. Juni 2016 aus 370 m Tiefe geborgen. Das Wrack wird von der Marine nach Sizilien gebracht, die Überreste in einer etwa 30 Meter langen kühlbaren Transportvorrichtung aufbewahrt. Die Toten sollen identifiziert werden.
Das Wrack wurde vom Schweizer Künstler Christoph Büchel unter dem Titel Barca Nostra im Jahr 2019 auf der Biennale di Venezia ausgestellt.

## Reaktionen
Die Sprecherin des UNHCR Südeuropa, Carlotta Sami, erklärte, sollten die Zahlen sich bestätigen, so wäre dies „das schlimmste Massensterben, das jemals im Mittelmeer beobachtet wurde.“ Sie verlangte nach der Katastrophe eine Wiederauflage des Seenotrettungsprogramms Mare Nostrum, aber nun in gesamteuropäischer Verantwortung.
Ärzte ohne Grenzen begann eine eigene Rettungsaktion im Mittelmeer.
Die Beauftragte der deutschen Bundesregierung für Flüchtlinge, Staatsministerin Aydan Özoğuz (SPD), sagte: „Dass wieder so viele Menschen auf dem Weg nach Europa ihr Leben verloren haben, ist ein Armutszeugnis für uns alle.“ Es sei zu befürchten, dass noch mehr Schutzsuchende über das Meer kommen würden. „Deshalb müssen wir endlich die Seenotrettung wieder auflegen. Es war eine Illusion zu glauben, dass die Einstellung von Mare Nostrum Verzweifelte davon abhalten wird, die lebensgefährliche Fahrt über das Mittelmeer zu wagen.“
Der italienische Regierungschef Matteo Renzi forderte hierzu einen EU-Sondergipfel. Ein Gipfel zu den jüngsten Flüchtlingsdramen im Mittelmeer wurde für den 23. April 2015 anberaumt.
Tony Abbott, der Regierungschef Australiens, empfahl Europa, den Grenzschutz zu verstärken.
Auf einem Krisentreffen der Außen- und Innenminister wurde als direkte Reaktion auf das Schiffsunglück im Mittelmeer am 19. April 2015 von der Europäischen Union ein Zehn-Punkte-Aktionsplan zur Migration beschlossen. In der am 13. Mai verabschiedeten Europäischen Agenda für Migration wurden verschiedene Maßnahmen zusammengestellt, und die Europäische Union kündigte hiernach an, die Seenothilfe massiv auszuweiten und die Mittel für die EU-Programme Triton und Poseidon verdreifachen zu wollen, welche den Einsatz von deutlich mehr Schiffen ermöglichen sollen.

## Gerichtsverfahren
Am 20. April 2015 verhaftete die italienische Polizei den aus Tunesien stammenden Kapitän des Flüchtlingsschiffs, Mohammed Ali Malek, und den aus Syrien stammenden Steuermann Mahmud Bikhi. Ihnen wird fahrlässige Tötung und die Begünstigung illegaler Einwanderung vorgeworfen. Am 13. Dezember 2016 wurde der Kapitän von einem Gericht in Catania zu achtzehn, der Steuermann zu fünf Jahren Haft verurteilt. Außerdem müssen beide Schadensersatz in Höhe von insgesamt zehn Millionen Euro leisten.